# Кивок (жест)

Кивающий человек

Кивок головы — это жест, при котором голова наклоняется попеременно вверх и вниз вдоль сагиттальной плоскости. Во многих культурах кивок чаще всего, но не везде, используется для обозначения согласия или принятия.

## Знак согласия
Различные культуры придают этому жесту разные значения. Кивок в значении «да» широко распространён в различных культурных и языковых группах. Территории, где кивок, как правило, приобретает такое значение, включают Индийский субконтинент (где покачивание головы также означает согласие), Ближний Восток, Юго-Восточную Азию, большую часть Европы (см. ниже), Южную и Северную Америку. Кивок головы на этих пространствах также может обозначать признание или проявление уважения.
В Греции один кивок головы вниз, означающий «да», часто сочетается с одновременным закрытием глаз. Этот кивок обычно также включает в себя очень лёгкий, почти незаметный поворот головы влево (или вправо).
Одним из первых описаний кивков головы и других жестов была работа «Выражение эмоций у человека и животных» (англ. The Expression of the Emotions in Man and Animals), написанная Чарльзом Дарвином в 1872 году. Дарвин писал миссионерам во многих частях мира с просьбой предоставить информацию о местных жестах, и заключил, что кивок в значении «да» был общим для самых разных групп.
Существуют разные теории, почему кивок так часто используется для обозначения согласия. Одна простая теория состоит в том, что это форма поклона, указывающая на то, что человек готов принять то, что другой говорит или просит. Также было указано, что младенцы, когда голодны, ищут молоко, двигая головой вертикально, но отказываются от молока, поворачивая голову из стороны в сторону.

## Знак несогласия
Встречаются несколько исключений: в Греции, на Кипре, в Иране, Турции, Болгарии, Албании и Сицилии один кивок головы вверх (а не вниз) означает «нет».
В частности, в Греции и на Кипре единственный кивок головы вверх, означающий «нет», почти всегда сочетается с одновременным поднятием бровей и зачастую также с лёгким (или полным) закатыванием глаз. Существует также звук, иногда сопровождающий весь жест, называемый по греч. τσου [тсу]. Использование τσου необязательно и применяется только для сильного ударения на «нет».
Акцент на приподнятых бровях и закатывании глаз дошёл до того, что сам покат головы вверх стал второстепенным. Человек может обозначить «нет», просто приподняв брови и закатив глаза, при этом голова остаётся совершенно неподвижной.

## Приветствие
Кивок головы также можно использовать как форму невербального приветствия или подтверждения присутствия человека; в этом контексте это по сути мягкая форма поклона, с достаточным количеством движений, чтобы проявить определённое уважение без дополнительных формальностей. Жест включает в себя традиционный кивок вниз или кивок вверх (более неформальный, обычно используется среди друзей или подчинённых). Чтобы увеличить официальность, кивок вниз также может сопровождаться ответным словесным приветствием.

## Кивательный синдром
Кивок также является симптомом кивательного синдрома головы, пока необъяснимой болезни. Встречается преимущественно у детей до 15 лет, и впервые был задокументирован в Танзании в 1962 году.